# Искандеров, Эсек
Эсек Искандеров (туркм. Эсек Исгендеров) — советский хозяйственный, государственный и политический деятель, Герой Социалистического Труда.

## Биография
Родился в 1918 году на территории Хивинского ханства. Член КПСС.
С 1933 года — на хозяйственной, общественной и политической работе. В 1933—1966 гг. — организатор коллективного сельскохозяйственного производства в Туркменской ССР, колхозник, бригадир колхоза имени Тельмана Ленинского района Ташаузской области Туркменской ССР.
Указом Президиума Верховного Совета СССР от 5 апреля 1948 года присвоено звание Героя Социалистического Труда с вручением ордена Ленина и золотой медали «Серп и Молот».
Умер после 1966 года.